# マティア
聖マティアあるいは聖マッテア、マッテヤ、マチアは、新約聖書の『使徒行伝』に登場するイエスの使徒の1人。
『使徒行伝』によればイエスの復活後、エルサレムに戻ってきた使徒たちはペトロを中心に、イスカリオテのユダに代わる使徒をたてることを決定する。使徒が11人では不完全であるというのは使徒たちをイスラエルの十二部族になぞらえている思想から出ていると思われる。そこで洗礼者ヨハネの洗礼からイエスの昇天までの間、イエスと使徒たちと共にいたものの中から新たに一人を選び出すことにする。
その候補者は一人はバルサバともユストともよばれたヨセフであり、もう一人はマティアであった。祈ってくじをひくとマティアの名が出たので、彼が十二人目に加えられた。
ところがこの後、マティアの名前は新約聖書から消えてしまう。伝承によればエルサレムでユダヤ人によって石うちの刑にあい、斬首されたとも伝えられるが、伝説の域を出ない。

## マティア教会
日本にも使徒マティアを冠した教会がある。
- 前橋聖マッテア教会